# Tempe a Pailla

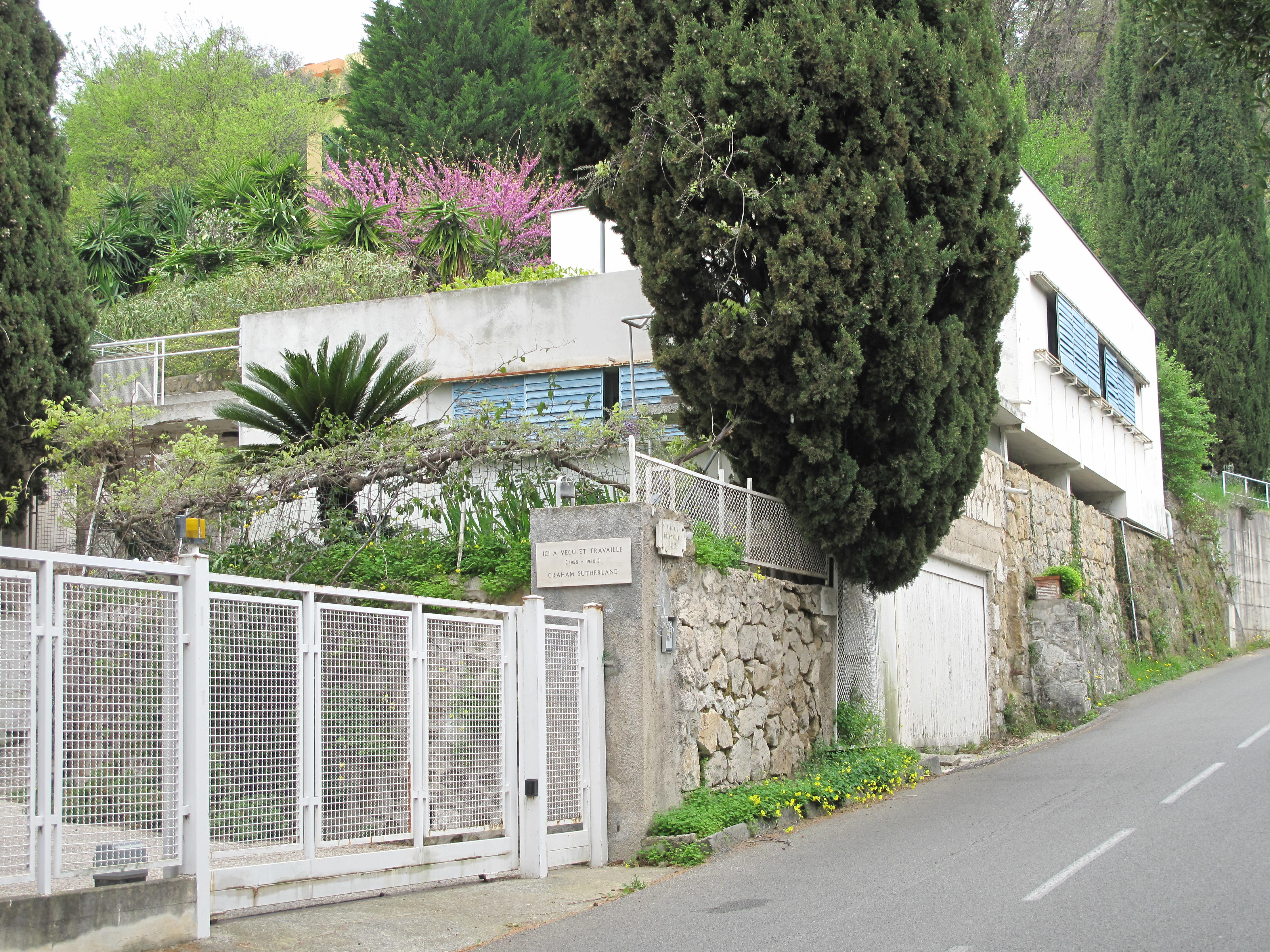

Die Villa Tempe a Pailla wurde 1932 von der Architektin und Designerin Eileen Gray in Castellar (Département Alpes-Maritimes), auf einem Hügel oberhalb des Ortes Menton errichtet. Es war ihre zweite Wohnstätte, die sie für sich selbst an der Côte d’Azur gebaut hat.

## Bauaufgabe und Planung
Wie die Villa E.1027 erinnert auch Tempe a Pailla an die Gestalt eines Schiffes. Die Nachbarn nannten das Haus „das Unterseeboot“. Das Haus der Architektin ist gegenüber E.1027 minimalistischer, aber mit nicht weniger Einfallreichtum geplant.

## Beschreibung
Das Wohnzimmer und das Solarium sind nach Süden ausgerichtet, die Schlafzimmer orientieren sich nach Osten und die Küche nach Norden. Das Haus ist an den Felsen gebaut und ruht auf einem Sockel aus Natursteinen. Ein schmales Fensterband trennt das Sockelgeschoss aus Natursteinmauerwerk von dem weißen Kubus der Beletage und das Hauptgeschoss besteht aus weiß verputztem Mauerwerk. Die Westfassade grenzt an einen Mauleselpfad. In die Westwand sind nur einige Rundfenster zur Belichtung eingelassen. Das rechteckige Solarium vor dem Wohnzimmer wird zur Straße hin durch eine raumhohe Wand mit einem von Schiebeläden verschlossenen Fensterband und einem schmalen Vordach, welches durch grazile runde Stahlstützen abgestützt ist abgeschirmt. Die verstellbaren Schiebeläden aus Lamellen erlauben den Blick auf das großartige Panorama der Alpen von Menton. Eine filigrane zweiläufige Betontreppe verbindet die kleine rechteckige Terrasse mit dem Garten.

## Denkmalwert
Das Haus von Eileen Gray ist eine der radikalsten Visionen des frühen Zwanzigsten Jahrhunderts von minimalistischer Eleganz.

## Trivia
Der britische Maler Graham Sutherland erwarb die Villa 1955 und wohnte bis zu seinem Lebensende 1980 dort. Am Haus ist eine Gedenktafel für Sutherland angebracht.